# Mary of York
Mary of York (* 11. August 1467 in Windsor Castle, Berkshire; † 23. Mai 1482 im Palace of Placentia, Greenwich) war die zweite Tochter König Eduards IV. von England und dessen Frau Elizabeth Woodville.

## Leben
Mary of York wurde am 11. August 1467 als zweite Tochter König Eduards IV. und dessen Frau Elizabeth Woodville geboren. Sie wurde kurz nach ihrer Geburt getauft, wobei der Erzbischof von Canterbury, Thomas Bourchier, einer ihrer Paten war. Sie hatte neun Geschwister (Elizabeth of York, Cecily of York, Eduard V. von England, Margaret of York, Richard of Shrewsbury, 1. Duke of York, Anne of York, George Plantagenet, 1. Duke of Bedford, Katherine of York und Bridget of York) sowie zwei Halbbrüder mütterlicherseits.
Marys Vater Eduard plante wohl, sie mit Johann, dem König von Dänemark, zu verheiraten, woraus jedoch nichts wurde. Johann heiratete stattdessen Christina von Sachsen.
Im Mai 1480 wurde Mary zusammen mit ihrer Schwester Cecily in den Hosenbandorden aufgenommen. Ihre ältere Schwester Elizabeth war bereits im Februar desselben Jahres aufgenommen worden.
Mary starb vierzehnjährig am 23. Mai 1482 im Palace of Placentia in Greenwich und wurde in der St George’s Chapel in Windsor Castle begraben.